# 1889 en musique
| \| • Retour à la chronologie générale de la musique populaire • \| |
| XXIe siècle • XXe siècle • XIXe siècle • XVIIIe siècle XVIIe siècle • XVIe siècle • XVe siècle • XIVe siècle XIIIe siècle • XIIe siècle • XIe siècle • Xe siècle IXe siècle • VIIIe siècle • Haut Moyen Âge • Rome • Grèce |
| • Retour à la chronologie générale de la musique populaire • |

| • Retour à la chronologie générale de la musique populaire • |

| Années de la musique populaire : 1886 - 1887 - 1888 - 1889 - 1890 - 1891 - 1892    |
| Décennies de la musique populaire : 1850 - 1860 - 1870 - 1880 - 1890 - 1900 - 1910 |

## Événements et œuvres
- 15 juin :  création à Washington de la marche The Washington Post composée par John Philip Sousa lors de la cérémonie de remise des prix du concours de rédaction parrainé par le journal The Washington Post.
- août :  Sigmund Freud vient écouter Yvette Guilbert à Paris à l'Eldorado sur les conseils de Mme Charcot ; Freud affichera dans son bureau une photo dédicacée par la chanteuse et ils entretiendront une correspondance assez suivie[1].
- 6 octobre :  inauguration à Paris du Moulin-Rouge, un café-concert jardin, qui va devenir un music-hall.
- Emile Berliner met au point les premiers disques microsillon de vinyle.
- Faut plus d'gouvernement, chanson anarchiste française de François Brunel[2].
- Jean de la Lune, chanson en forme de comptine, publiée dans Le Livre de musique de Claude Augé.

- Date précise inconnue :
  - vers 1889 :  Alte Kameraden (Vieux camarades), marche militaire allemande composée par Carl Teike.

## Publications
- Narcisse Quellien, Chansons et danses des Bretons, Paris, J. Maisonneuve et Ch. Leclerc.
- Julien Tiersot : 
  - Histoire de la chanson populaire en France, Paris, E. Plon, Nourrit et H. Heugel, 541 p.
  - Musiques pittoresques, promenades musicales à l'Exposition de 1889, Paris, Fischbacher, 120 p., consacré aux danses javanaises.

## Naissances
- 11 avril :  Nick La Rocca, cornettiste de jazz américain, mort en 1961.
- 26 avril :  Fred Gouin, chanteur français († 18 février 1959).
- 20 mai :  Felix Arndt, pianiste et compositeur américain († 16 octobre 1918).
- 23 juin :  Martin Cayla, musicien français, éditeur de musique auvergnate († 28 janvier 1951).
- 5 décembre :  Damia, chanteuse et actrice française, morte en 1978.
- 25 décembre] :  Maurice Mac-Nab, poète et chansonnier français († 4 janvier 1856).
- 27 décembre :  Bunk Johnson, cornettiste et trompettiste de jazz américain († 7 juillet 1949).

- Date précise inconnue : 
  -  Meriem Fekkaï, chanteuse arabophone algérienne de musique hawzi, morte en 1961.
  -  Cheikh Hamada, chanteur algérien, appartenant au mouvement de musique gasba († 9 avril 1968).
  -  Arthur Morris Jones, missionnaire protestant et ethno-musicologue britannique, qui a publié les premières études sur les structures rythmiques africaines, mort en 1980.

## Décès
- 9 mars :  Antoine Clesse, poète et chansonnier belge, né en 1816.
- 31 mars :  Joseph Lavergne, comédien, chansonnier et goguettier français, né en 1820.
- 30 mai :  Silverio Franconetti, cantaor (chanteur) de flamenco espagnol, né en 1831.
- 27 octobre :  Amiati, nom de scène de Marie Thérèse Victoria Adélaïde Abbiate, chanteuse française d'origine italienne, vedette de café-concert (° 2 juin 1851).
- Date précise inconnue :
  -  Kourmanghazy Saghyrbaïouly, compositeur kazakh, instrumentiste joueur de dombra, né en 1818.